# Andorno Micca
Andorno Micca é uma comuna italiana da região do Piemonte, província de Biella, com cerca de 3.549 habitantes. Estende-se por uma área de 12 km², tendo uma densidade populacional de 296 hab/km². Faz fronteira com Biella, Callabiana, Campiglia Cervo, Fontainemore (AO), Gaby (AO), Miagliano, Pettinengo, Piedicavallo, Rassa (VC), Rosazza, Sagliano Micca, San Paolo Cervo, Selve Marcone, Tavigliano, Tollegno.

## Demografia
| Variação demográfica do município entre 1861 e 2011                               |
|                                                                                   |
| Fonte: Istituto Nazionale di Statistica (ISTAT) - Elaboração gráfica da Wikipedia |